# Patanela Bluff
Das Patanela Bluff ist ein markantes Kliff im Südosten der Insel Heard im südlichen Indischen Ozean. Es ragt oberhalb der Winston-Lagune und des Capsize Beach auf.
Namensgeber des Kliffs ist der Schoner Patanela, Schiff der South Indian Ocean Expedition to Heard Island (SIOEHI, 1964–1965), bei der die Erstbesteigung des Mawson Peak gelang.